# Luzula alpinopilosa
Espèce
Luzula alpinopilosa, la Luzule poilue des Alpes,  est une espèce de la famille des Juncaceae.

## Liste des sous-espèces
Selon GBIF (16 février 2025) :
- Luzula alpinopilosa subsp. alpinopilosa
- Luzula alpinopilosa subsp. deflexa (Kozuharov) Kirschner
- Luzula alpinopilosa subsp. obscura S.E.Fröhner

## Systématique
Le nom correct complet (avec auteur) de ce taxon est Luzula alpinopilosa (Chaix) Breistr..
L'espèce a été initialement classée dans le genre Juncus sous le basionyme Juncus alpinopilosus Chaix.
Ce taxon porte en français les noms vernaculaires ou normalisés suivants : Luzule marron,,, Luzule poilue des Alpes, Luzule rouge-brun, Luzule châtain.
Luzula alpinopilosa a pour synonymes :
- Luzula alpinopilosa subsp. obscura A.Froehner
- Luzula deflexa subsp. uharov